# Pseudagrion approximatum
Pseudagrion approximatum là một loài chuồn chuồn kim trong họ Coenagrionidae.
Pseudagrion approximatum được miêu tả khoa học năm 1951 bởi Schmidt.